# Bathurst (Novo Brunswick)
Bathurst é uma cidade do Canadá, província de Novo Brunswick. Sua população é de 12,924 (do censo nacional de 2001).